# Black Country

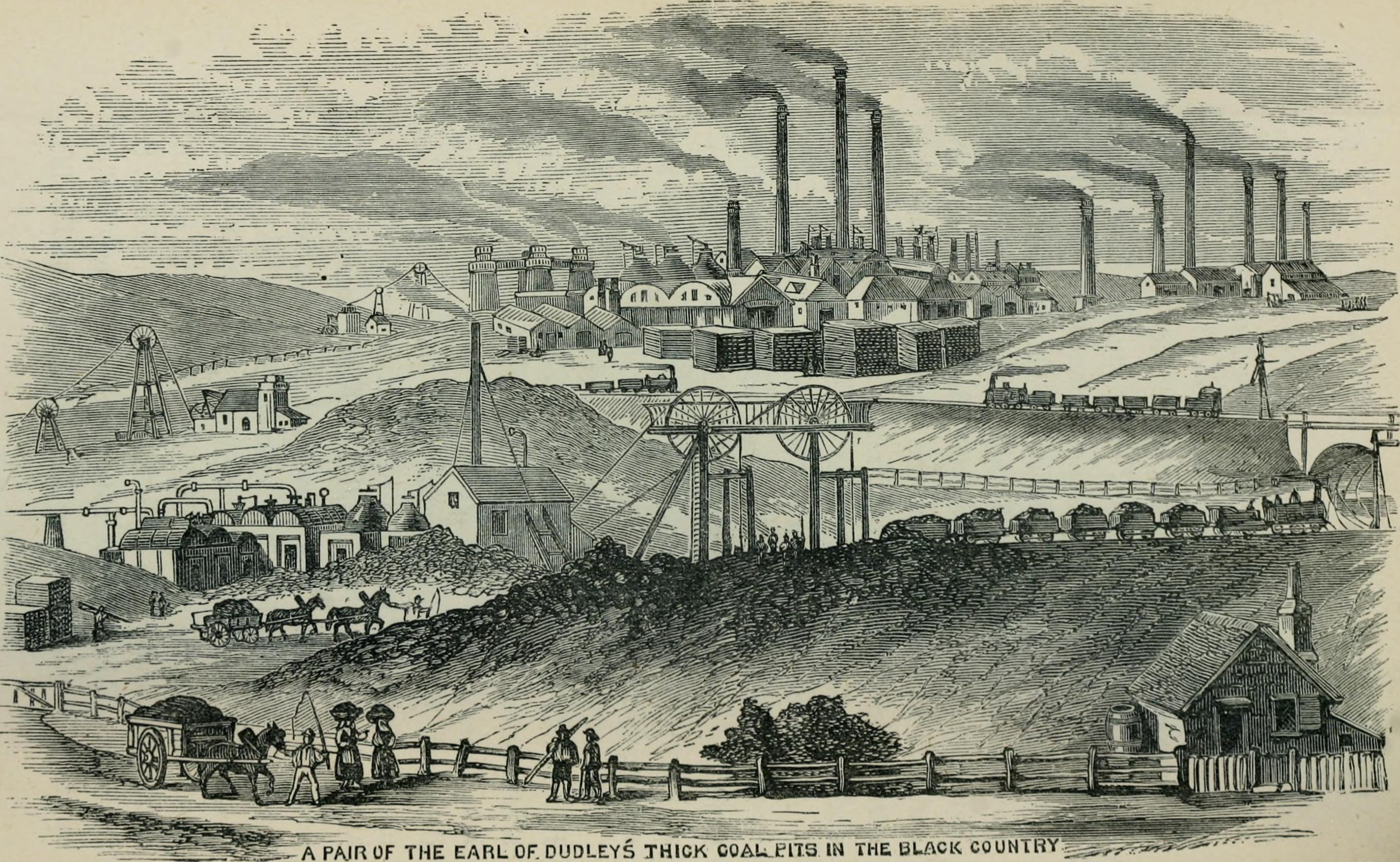
Black Country in den 1870er Jahren

Das Black Country ist ein Ballungsgebiet nördlich und westlich von Birmingham. Es liegt in den West Midlands, einem der sechs Metropolitan Countys von England.
Die Bezeichnung Schwarzes Land wird vielfach auf die starke Luftverschmutzung durch die Industrie ab etwa 1750 zurückgeführt. Der Name dürfte allerdings älter sein und mit der Kohle- und Eisengewinnung zusammenhängen, die hier seit langem im Tagebau durchgeführt wird.

## Größere Orte und Umgrenzung
Das Flach- und Hügelland des Black Country liegt in Mittelengland, wo sich bei Birmingham die Einzugsgebiete der Flüsse Trent (nach Nordosten zum Humber) und des Severn (nach Osten und Süden) bis auf wenige Kilometer nähern. Zum Gebiet werden neben Teilen der Stadt Wolverhampton folgende Orte gezählt:
- Bilston
- Blackheath
- Coseley
- Darlaston
- Dudley
- Great Bridge
- Halesowen
- Kingswinford
- Oldbury
- Rowley Regis
- Sedgley
- Smethwick
- Stourbridge
- Tipton
- Walsall
- Wednesbury
- Wednesfield
- West Bromwich
- Willenhall

Die Grenzen des Black Country sind umstritten, manche rechnen die gesamte Stadt Wolverhampton dazu. Ungeachtet der durch die Kommunalreform von 1974 gezogenen Grenzen ist auch die nördliche Grenze zu Cannock Chase unsicher. Die Millionenstadt Birmingham gehört jedenfalls nicht zum Black Country, obwohl es oft als dessen Zentrum angesehen wird und hier z. B. die Black Country Strategic Health Authority ihren Sitz hat.
Abgesehen von dem Gebiet, das durch das Wolverhampton City Council verwaltet wird, fallen die meisten Gemeinden im Black Country in die Verwaltungszuständigkeit der Metropolitan Boroughs Sandwell, Dudley und Walsall. Insgesamt leben im Ballungsgebiet etwa eine Million Menschen.

## Geschichte
Vor dem 18. Jahrhundert bestand das Black Country aus einer Reihe kleinerer Orte und Marktstädte. Mit dem Beginn der industriellen Revolution in der Mitte des 18. Jahrhunderts und der Entdeckung großer Kohlen- und Kalkstein-Vorkommen entwickelte sich die Gegend schnell zu einem Standort für Bergwerke; die Bevölkerungszahl stieg sprunghaft an.
Im viktorianischen Zeitalter war das Black Country eines der am meisten industrialisierten Gebiete Britanniens und wurde für seine Luftverschmutzung, insbesondere durch die Eisen- und Kohleindustrie und die damit zusammenhängenden Fabriken bekannt.
Die Gegend bekam schnell einen schlechten Ruf, Charles Dickens beschrieb die Zustände in seiner Erzählung The Old Curiosity Shop 1841: Die Fabrikschornsteine „pusten ihre Pest aus Rauch heraus, verdunkeln das Licht und verpesten die traurige Luft“. Der amerikanische Konsul Elihu Burritt in Birmingham beschrieb die Region als „schwarz am Tag und rot glühend in der Nacht“.
Aus der Luftverschmutzung durch die Schwerindustrie, die die Umgebung mit schwarzem Ruß einhüllten, beruht nach der Volksmeinung auch der Name Black Country. Nach einer bekannten, in ihrem Wahrheitsgehalt aber zu bezweifelnden Anekdote ordnete Königin Viktoria bei einer Fahrt ihres königlichen Zuges durch diese Gegend an, die Vorhänge an den Fenstern herabzulassen. Historiker haben indessen darauf hingewiesen, dass der Name vermutlich älter ist und von den oberirdisch auftretenden Kohlevorkommen, die in der Landschaft zu sehen waren, herrührt.

## Das Black Country heute
Die Schwerindustrie, die einst das Black Country so dominierte, ist heute größtenteils verschwunden. Bereits in den späten 1960er Jahren wurden zahlreiche Bergwerke geschlossen und Gesetze zur Luftreinhaltung haben dafür gesorgt, dass das Black Country heute nicht mehr schwarz ist. Gleichwohl gibt es auch heute noch einige Industrie, jedoch längst nicht mehr in dem früheren Maße.
Große Teile leiden heute unter der hohen Arbeitslosigkeit und gehören zu den ärmsten Gemeinden im Vereinigten Königreich; dies gilt insbesondere für Sandwell und in abgeschwächtem Maße auch für Wolverhampton. Wie in allen städtischen Gebieten in England gibt es einen signifikanten Anteil ethnischer Minderheiten in der Bevölkerung. Der Widerstand gegen die Masseneinwanderung in den 1960er Jahren führten zu dem rassistischen Slogan „Keep the Black Country white“ („Haltet das Schwarze Land weiß“).

## Sehenswürdigkeiten
Das Black Country Living Museum in Dudley stellt das Leben im Black Country im frühen 20. Jahrhundert dar und ist eine beliebte Touristenattraktion.

## Der Black-Country-Dialekt
Der im Black Country gesprochene Dialekt ist sehr alt und kann für Außenstehende sehr verwirrend sein. Formen wie Thee, Thy und Thou werden hier mitunter noch verwendet. Ow B'ist (How beist thou?) ist eine übliche Begrüßung, die typische Antwort lautet Bay too bah (I bayn't be too bad). Aus I haven't seen her (Ich habe sie nicht gesehen) wird I ay sid 'er. Statt yes wird im Black Country häufig ar gesagt.
Die Bewohner des Black Country gelten als sehr stolz und verneinen jede Verwandtschaft mit den Einwohnern Birminghams, die Brummies genannt werden. Diese wiederum nennen die Bewohner des Black Country oft Yam Yams, weil diese in ihrem Dialekt Yow am statt You are sagen.
Die Einwohner verstehen sich als einfache, hart arbeitende Leute. Der starke Dialekt ist heute allerdings seltener zu hören als früher.

## Persönlichkeiten
Aus dem Black Country stammen einige international erfolgreiche Künstler, unter anderem
- Ozzy Osbourne (1948–2025), Rocksänger, 1969–1979/2013 bei Black Sabbath
- Glenn Hughes (* 1951), Rockmusiker, Songwriter und Sänger
- John Bonham (1948–1980), Schlagzeuger der britischen Rockband Led Zeppelin
- Jason Bonham (* 1966), Schlagzeuger und Songwriter
- Robert Plant (* 1948), Rocksänger, 1968–1980 bei Led Zeppelin
- K.K. Downing (* 1951), Rockmusiker, Gitarrist von Judas Priest
- Glenn Tipton (* 1947), Rockmusiker, Gitarrist von Judas Priest

Die Band Black Country Communion, der u. a. Glenn Hughes und Jason Bonham angehörten, benannte sich nach der Region.